# Kabinett Moro IV
Das Kabinett Moro IV wurde am 23. November 1974 durch Ministerpräsident Aldo Moro gebildet und befand sich bis zum 12. Februar 1976 im Amt. Es wurde durch das fünfte Kabinett Moro abgelöst.

## Kabinettsliste

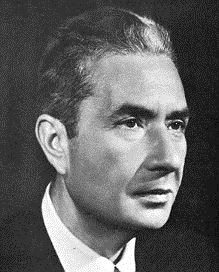
Aldo Moro

Die Kabinettsmitglieder kamen von der Christdemokratischen Partei (DC) und von der Republikanischen Partei (PRI).
| Ministerien                         | Name                                                                   | Partei |
| ----------------------------------- | ---------------------------------------------------------------------- | ------ |
| Ministerpräsident                   | Aldo Moro                                                              | DC     |
| Stellvertretender Ministerpräsident | Ugo La Malfa                                                           | PRI    |
| Äußeres                             | Mariano Rumor                                                          | DC     |
| Inneres                             | Luigi Gui                                                              | DC     |
| Justiz                              | Oronzo Reale                                                           | PRI    |
| Verteidigung                        | Arnaldo Forlani                                                        | DC     |
| Haushalt                            | Giulio Andreotti                                                       | DC     |
| Finanzen                            | Bruno Visentini                                                        | PRI    |
| Schatz                              | Emilio Colombo                                                         | DC     |
| Staatsbeteiligungen                 | Antonio Bisaglia                                                       | DC     |
| Landwirtschaft                      | Giovanni Marcora                                                       | DC     |
| Öffentliche Arbeiten                | Pietro Bucalossi                                                       | PRI    |
| Verkehr                             | Mario Martinelli                                                       | DC     |
| Handelsmarine                       | Giovanni Gioia                                                         | DC     |
| Industrie                           | Carlo Donat-Cattin                                                     | DC     |
| Außenhandel                         | Ciriaco De Mita                                                        | DC     |
| Post                                | Giulio Orlando                                                         | DC     |
| Gesundheit                          | Antonino Pietro Gullotti                                               | DC     |
| Arbeit und Soziales                 | Mario Toros                                                            | DC     |
| Kulturgüter und Umwelt              | Giovanni Spadolini (ab 14. Dezember 1974, davor ohne Geschäftsbereich) | PRI    |
| Bildung                             | Franco Maria Malfatti                                                  | DC     |
| Tourismus und Veranstaltungen       | Adolfo Sarti                                                           | DC     |
| Minister ohne Geschäftsbereich      | Name                                                                   | Partei |
| Regionen                            | Tommaso Morlino                                                        | DC     |
| Verwaltung                          | Francesco Cossiga                                                      | DC     |
| Forschung                           | Mario Pedini                                                           | DC     |
| Kulturgüter und Umwelt              | Giovanni Spadolini (bis 14. Dezember 1974, dann Ministerium)           | PRI    |